# Vriesea uxoris
Vriesea uxoris är en gräsväxtart som beskrevs av John F. Utley. Vriesea uxoris ingår i släktet Vriesea och familjen Bromeliaceae. Inga underarter finns listade i Catalogue of Life.